# 1446 год
1446 (ты́сяча четы́реста со́рок шесто́й) год  по юлианскому календарю — невисокосный год, начинающийся в субботу. Это 1446 год нашей эры, 6‑й год 5‑го десятилетия XV века 2‑го тысячелетия, 7‑й год 1440‑х годов. Он закончился 579 лет назад.
| Пн | Вт | Ср | Чт | Пт | Сб | Вс |
|    |    |    |    |    | 1  | 2  |
| 3  | 4  | 5  | 6  | 7  | 8  | 9  |
| 10 | 11 | 12 | 13 | 14 | 15 | 16 |
| 17 | 18 | 19 | 20 | 21 | 22 | 23 |
| 24 | 25 | 26 | 27 | 28 | 29 | 30 |
| 31 |    |    |    |    |    |    |

| Пн | Вт | Ср | Чт | Пт | Сб | Вс |
|    | 1  | 2  | 3  | 4  | 5  | 6  |
| 7  | 8  | 9  | 10 | 11 | 12 | 13 |
| 14 | 15 | 16 | 17 | 18 | 19 | 20 |
| 21 | 22 | 23 | 24 | 25 | 26 | 27 |
| 28 |    |    |    |    |    |    |

| Пн | Вт | Ср | Чт | Пт | Сб | Вс |
|    | 1  | 2  | 3  | 4  | 5  | 6  |
| 7  | 8  | 9  | 10 | 11 | 12 | 13 |
| 14 | 15 | 16 | 17 | 18 | 19 | 20 |
| 21 | 22 | 23 | 24 | 25 | 26 | 27 |
| 28 | 29 | 30 | 31 |    |    |    |

| Пн | Вт | Ср | Чт | Пт | Сб | Вс |
|    |    |    |    | 1  | 2  | 3  |
| 4  | 5  | 6  | 7  | 8  | 9  | 10 |
| 11 | 12 | 13 | 14 | 15 | 16 | 17 |
| 18 | 19 | 20 | 21 | 22 | 23 | 24 |
| 25 | 26 | 27 | 28 | 29 | 30 |    |

| Пн | Вт | Ср | Чт | Пт | Сб | Вс |
|    |    |    |    |    |    | 1  |
| 2  | 3  | 4  | 5  | 6  | 7  | 8  |
| 9  | 10 | 11 | 12 | 13 | 14 | 15 |
| 16 | 17 | 18 | 19 | 20 | 21 | 22 |
| 23 | 24 | 25 | 26 | 27 | 28 | 29 |
| 30 | 31 |    |    |    |    |    |

| Пн | Вт | Ср | Чт | Пт | Сб | Вс |
|    |    | 1  | 2  | 3  | 4  | 5  |
| 6  | 7  | 8  | 9  | 10 | 11 | 12 |
| 13 | 14 | 15 | 16 | 17 | 18 | 19 |
| 20 | 21 | 22 | 23 | 24 | 25 | 26 |
| 27 | 28 | 29 | 30 |    |    |    |

| Пн | Вт | Ср | Чт | Пт | Сб | Вс |
|    |    |    |    | 1  | 2  | 3  |
| 4  | 5  | 6  | 7  | 8  | 9  | 10 |
| 11 | 12 | 13 | 14 | 15 | 16 | 17 |
| 18 | 19 | 20 | 21 | 22 | 23 | 24 |
| 25 | 26 | 27 | 28 | 29 | 30 | 31 |

| Пн | Вт | Ср | Чт | Пт | Сб | Вс |
| 1  | 2  | 3  | 4  | 5  | 6  | 7  |
| 8  | 9  | 10 | 11 | 12 | 13 | 14 |
| 15 | 16 | 17 | 18 | 19 | 20 | 21 |
| 22 | 23 | 24 | 25 | 26 | 27 | 28 |
| 29 | 30 | 31 |    |    |    |    |

| Пн | Вт | Ср | Чт | Пт | Сб | Вс |
|    |    |    | 1  | 2  | 3  | 4  |
| 5  | 6  | 7  | 8  | 9  | 10 | 11 |
| 12 | 13 | 14 | 15 | 16 | 17 | 18 |
| 19 | 20 | 21 | 22 | 23 | 24 | 25 |
| 26 | 27 | 28 | 29 | 30 |    |    |

| Пн | Вт | Ср | Чт | Пт | Сб | Вс |
|    |    |    |    |    | 1  | 2  |
| 3  | 4  | 5  | 6  | 7  | 8  | 9  |
| 10 | 11 | 12 | 13 | 14 | 15 | 16 |
| 17 | 18 | 19 | 20 | 21 | 22 | 23 |
| 24 | 25 | 26 | 27 | 28 | 29 | 30 |
| 31 |    |    |    |    |    |    |

| Пн | Вт | Ср | Чт | Пт | Сб | Вс |
|    | 1  | 2  | 3  | 4  | 5  | 6  |
| 7  | 8  | 9  | 10 | 11 | 12 | 13 |
| 14 | 15 | 16 | 17 | 18 | 19 | 20 |
| 21 | 22 | 23 | 24 | 25 | 26 | 27 |
| 28 | 29 | 30 |    |    |    |    |

| Пн | Вт | Ср | Чт | Пт | Сб | Вс |
|    |    |    | 1  | 2  | 3  | 4  |
| 5  | 6  | 7  | 8  | 9  | 10 | 11 |
| 12 | 13 | 14 | 15 | 16 | 17 | 18 |
| 19 | 20 | 21 | 22 | 23 | 24 | 25 |
| 26 | 27 | 28 | 29 | 30 | 31 |    |

## События
- 1350—1490 — Борьба <<трески>> и <<крючков>>. Серия внутренних военных конфликтов, в основном, вокруг титула графа Голландии[1].
- 1415—1453 — Ланкастерская война. Третий этап Столетней войны (1337-1453)[2].
- 1423—1448 — Вторая Гельдернская война[3].
- 1425—1454 — Войны в Ломбарди[4].
- 1431—1449 — Базельский собор. Созван папой Мартином V для реформирования церкви, урегулирования военного конфликта с гуситами и воссоединения Западной и Восточной церквей. Провозгласил верховенство соборов над Римским папой[5].
- 1432—1479 — Албано-турецкие войны[6].
- 1440—1446 — закончилась Старая Цюрихская война[7].
- 1443—1468 — восстание Скандербега. Антиосманское восстание, возглавляемым бывшим санджакбеем Дибры Скандербегом на территории, принадлежавшей османским санджакам Албания, Дибра и Охрид (современные Албания и Северная Македония). Восстание было результатом первых христианских побед в крестовом походе на Варну в 1443 году[8]:
  - 1444—1451 — Лежская лига. Военно-политическое объединение албанских князей. Основана в городе Лежа по инициативе Скандербега для борьбы против турецких завоевателей[9].
  - 27 сентября — битва при Отонети[9].
- 1444—1449 — Зостская вражда. Междоусобица в Священной Римской империи на территории Вестфалии и Нижнего Рейна, в ходе которой город Зост боролся за свою независимость от архиепископа Кельна Дитриха II и право принять власть герцога Клева-Марка Иоганна I, который гарантировал городу его старые права, а также дал новые[10].
- 1446—1451 — началась Саксонская братская война[11].
- 1446—1452 —  Матьяш Хуньяди регент венгерского короля при малолетнем Ласло V[12].
- Введение в Корее национального алфавита (онмун).
- Первый крымских хан Хаджи-Гирей I заключил с великим литовским князем Казимиром IV[13].

## Русь
Правление: 1425—1446 и 1447—1462 — Василий II Васильевич Тёмный и Дмитрий Юрьевич Шемяка

### Правление Василия II Васильевича Тёмного
- 1443—1448 — новгородско-ливонская война[14].
  - Действует двухлетнее перемирие (1445-1446)[14].
- Начало февраля — Василий II Тёмный вместе с детьми отправляется на богомолье в Троице-Сергиев монастырь[15].
- Февраль 1446 — июлю 1453 — начался четвёртый этап Московской усобицы. Усобица началась с заговора     Дмитрия Шемяки и Ивана Андреевича против Василия II, в котором, помимо их вассалов, участвовали великокняжеские бояре, представители привилегированных купеческих корпораций в Москве, белого духовенства и монашества, наиболее влиятельная часть горожан столицы. Главным мотивом были размеры выкупа и связанная с этим тяжесть чрезвычайных сборов, пребывание на территории Московского великого княжества отрядов татар, их     насилия над населением. О заговоре был информирован великий князь тверской. Дмитрий Шемяка пользовался определённой поддержкой новгородского боярства[16].
- Ночь с 12 на 13 февраля — войска Дмитрия Юрьевича Шемяки и Ивана Андреевича Можайского, во время поездки Василия II в Троице-Сергиев монастырь, без боя заняли Москву, захватили казну великих княгинь и казну великого князя, Дмитрий Шемяка во 2-й раз вступил на Московский великокняжеский престол[16].
- 13 февраля — отряд Ивана Андреевича скрытно проник в Троице-Сергиев монастырь, арестовал Василия II и 16 февраля он был доставлен в Москву в "голые сани". Ослеплён через два дня (отсюда и прозвание Тёмный) на дворе князя Дмитрия Шемяки в Московском Кремле. После чего вместе с женою Марией Ярославной отправлен в заточение в Углич, его мать великая княгиня Софья Витовтовна отправлена в ссылку — в Чухлому[15][16].
- Князья Ряполовские бежали в Муром с двумя малолетними княжичами — 6-летним, будущим Иваном III Васильевичем и 5-летним Юрием Васильевичем[16].
- Конец зимы 1446 года — близкие сторонники Василия II во главе с Василием Ярославичем отъехали в ВКЛ, и уже весной начались отдельные военные выступления, переросшие летом в широкое движение. Вассалы Василия II собирались в ВКЛ, а также вливались в отряды князей Ряполовских и московских бояр из числа нетитулованной знати,  царевичи Касим и Якуб искали противников Дмитрия Шемяки для совместных действий против него.       Масштаб кризиса в отношениях нового великого князя со служилыми корпорациями разных регионов, критическая позиция церковных верхов вынудили пойти Дмитрию Шемяку на компромисс[16].

#### Правление Дмитрия Юрьевича Шемяки
- Весна 1446 года — большинство служилых бояр и детей боярских, привилегированные купцы и рядовые горожане целовали крест Дмитрию Шемяке, как великому князю. Воспользовавшись смертью Улуг-Мухаммеда и распрями в Золотой Орде, великий князь отказался платить выкуп за Василия II и других освобождённых из плена князей и   бояр[16].
- Март — Дмитрий Шемяка ликвидировал недавно восстановленное Нижегородско-Суздальское княжество (князь  Ф. Ю. Шуйский бежал в Тверь). Передал в удел Ивану Андреевичу Бежецкий Верх. Заключил договор с Новгородом «по всей старине» и имел соглашение с великим князем тверским[16].
- Март — набег ордынцев (700 чел.) "царёв двор" на Устюг, с целью военной добычи. Разорение ордынцами сельской округи города. Получение ордынцами выкупа за город 11 тысяч деньгами и мехом. Гибель ордынцев на реках и переправе через реку Ветлуга (до 660 чел)[17].
- 27 марта — штурм г. Устюг[17].
- Весна — Дмитрий Шемяка принимает новгородских послов: посадников Фёдора Яковлевича и Василия Степановича. Они заключают договор с новым великим князем "на всех старинах"[18].
- Конец апреля — Дмитрий Шемяка и его двоюродный брат Иван Андреевич заключают между собой договор, согласно которому Дмитрий отдаёт Ивану Бежецкий Верх[18].
- 6 мая — местоблюститель митрополичьей кафедры, рязанский епископ Иона и коломенский Варлаам доставили в Москву (по другим данным в Переяславль-Залесский) из Мурома сыновей Василия II,  которых великий князь вслед за этим отправил в заключение к отцу (в нарушение своего обещания Ионе дать удел княжичам). Это усилило активность оппозиционных Дмитрию Шемяке сил[16].
- Середина мая — к Василию II  находящемуся в заточении в Угличе высылают его детей Ивана и Юрия, которых Шемяка первоначально хотел "топити ...в реце в Волзе, в мъхи ошивши"[15].
- Князья Ряполовские, князь Иван Васильевич Стрига-Оболенский и другие князья замышляют заговор, намереваясь освободить Василия Тёмного из заточения. Дмитрий Шемяка посылает против них воеводу Василия Борисовича Вепрева с ратью, которая была разбита при устье реки Молога[18].
- Дмитрий Шемяка видя что многие люди переходят в стан Василия Тёмного стал советоваться с церковными иерархами, владыками и боярами об условиях освобождения Василия Тёмного[18].
- 13 августа — в Угличе у Василия II и Марии Ярославны рождается сын Андрей Большой[15].
- Начало сентября — на церковном соборе в Угличе Василий II освобождённый (15 сентября)  из заключения (вместе с сыновьями), каялись и просили прощения друг у друга, скрепив это «проклятыми грамотами» и пожалованием Василию II в удел Вологды[16].
- Осень — Василий II Тёмный едет в Вологду, а оттуда в Кирилло-Белозёрский монастырь[15].
- Игумен Кирилло-Белозерского монастыря Трифон снял с Василия II грех нарушения крестоцелования Василию Шемяке и благославляет на великое княжение. Осная масса служилых бояр и детей боярских, как и в 1433 году, отправилась теперь уже на законных   основаниях к прежнему сюзерену Василию II Тёмному[15][16].
- Василий II, вступил в переговоры с великим тверским князем Борисом Александровичем, который предоставил необходимую политическую и военную поддержку, материальную помощь. Союзнические отношения были подкреплены обручением княжича Ивана Васильевича и тверской княжны Марии Борисовны[15][16].
- Конец октября — Дмитрий Шемяка узнаёт, что из ВКЛ, из-под Мстиславля идут на него князья: Ряполовские, И.В. Стрига-Оболенский, Василий Ярославич и другие князья сторонники Василия Тёмного. Шемяка вместе с Иваном Можайским выступает в Волок, где стоит с середины ноября по конец декабря, стремясь не допустить объединения этих сил с ратью Василия Тёмного[18].

##### Правление Василия II Васильевича Тёмного
- Ночь 25 декабря — конный отряд («изгонная рать») сторонников Василия Тёмного под командованием М. Б. Плещеева и Л. Измайлова, воспользовавшись отсутствием в Москве Дмитрия Шемяки, крупных вооружённых сил и открытыми в связи с праздником Рождества городскими воротами, занял Москву. Приводят к крестному целованию москвичей и начинает укреплять город[15][16].
- Конец декабря — Василий II вместе с Борисом Тверским идут к Волоку, где находился с войском Дмитрий Шемяка и Ивана Можайского. Узнав о падении Москвы князья бегут в Галич. Василий преследует их, занимает Галич, затем идёт к Ярославлю, а своего боярина Василия Фёдоровича Кутузова посылает к Шемяке с требованием освободить свою мать, Софью Витовитовну[15].
- Голод в Великом Новгороде. Блокада города Ливонским орденом.
- В Литовской метрике впервые упоминается село Спасское (Спас-Деменское, сов г. Спас-Деменск) в Деминской волости Серпейского уезда)[19].

## Начало правления
См. также: Список глав государств в 1446 году
- 1446—1458 — король Венгрии Ласло (Владислав) VI (1440—1458).
- Мурад II — вторично захватил власть в Османской империи.

## Родились
См. также: Категория:Родившиеся в 1446 году
- Около 1446 — Агрикола Александр, нидерландский композитор

## Скончались
См. также: Категория:Умершие в 1446 году